# Fondaco dei Tedeschi

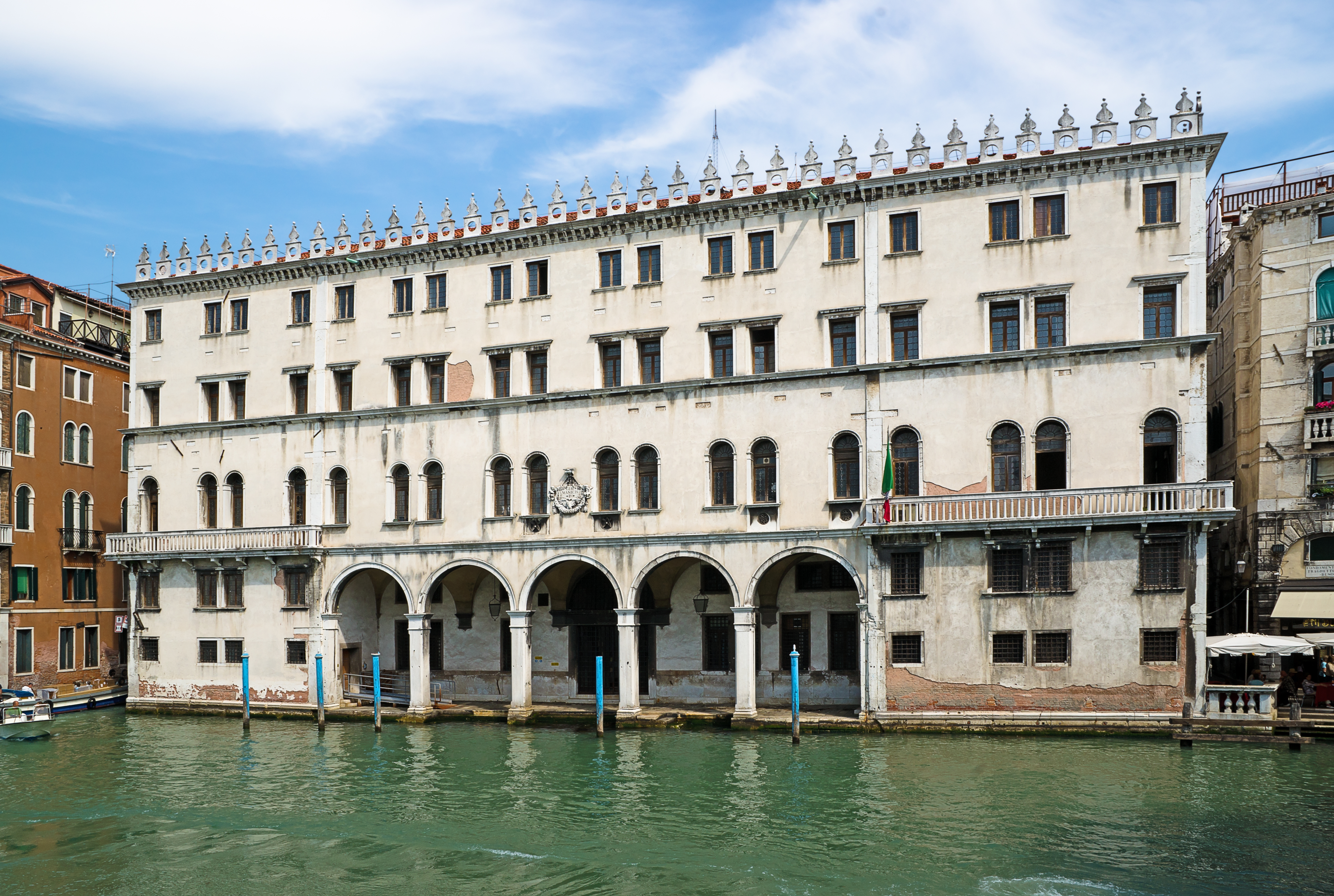
Fondaco dei Tedeschi.

Fondaco dei Tedeschi (în venețiană Fontego dei Tedeschi) este o clădire istorică din Veneția (nordul Italiei), situată pe malul Canal Grande lângă Podul Rialto. Ea a fost sediul și un spațiu restrictiv de locuit pentru negustorii germani din oraș. Potrivit unei definiții contemporane, termenul german include ceea ce astăzi ar fi considerate ca naționalități distincte.

## Istoric
Construită pentru prima dată în 1228, clădirea a fost refăcută între 1505 și 1508, după distrugerea sa într-un incendiu. Reconstrucția a creat o clădire multifuncțională cu 4 etaje, având o  curte interioară mare. Arhitectura sa este în stil renascentist tipic italian. Ca și Fondaco dei Turchi, Fondaco dei Tedeschi combina funcționalitățile unui palat, depozit, piață și spațiu de locuit restricționat pentru populația sa, în principal comercianți germani din orașe precum Nürnberg, Judenburg și Augsburg.
Parterul era accesibil de pe apă și era folosit pentru depozitare, în timp ce primul etaj era rezervat birourilor, iar etajele superioare conțineau aproximativ 160 de locuințe.

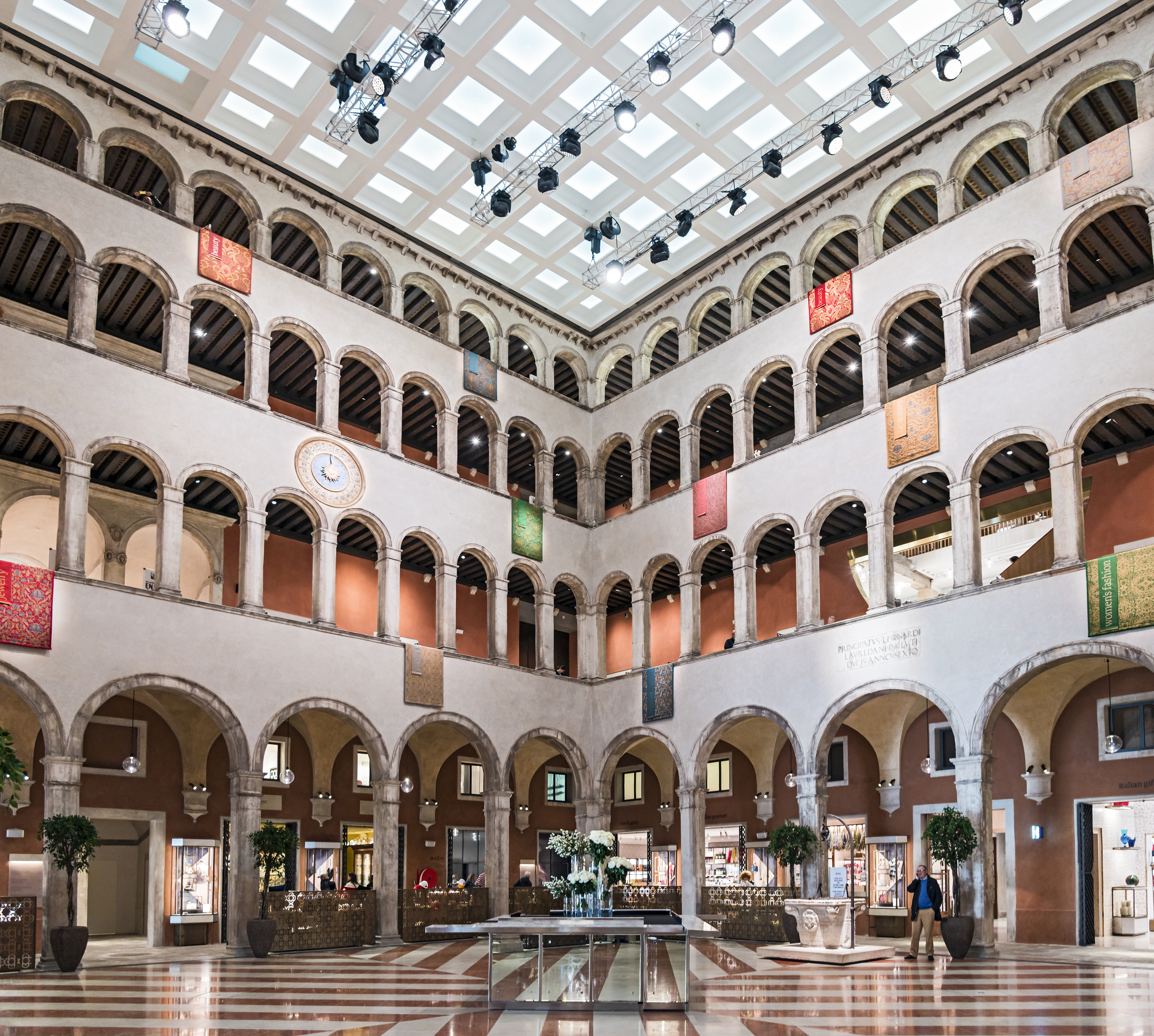
Curtea și fântâna.

Negustorii germani au sosit la scurt timp după ce clădirea a fost construită în secolul al XIII-lea și au rămas până la ocupația napoleoniană. Aceasta a fost una dintre cele mai puternice colonii de negustori ale orașului și, în consecință, a devenit un important centru comercial pentru produsele care veneau din Orient în drumul lor spre Alpi. Republica Venețiană percepea comision la tranzacțiile ce aveau loc în Fondaco.
Comunitatea germană participa la slujbele religioase oficiate într-o biserică catolică din apropiere, San Bartolomeo.
În secolul al XX-lea clădirea a servit ca sediu venețian al companiei Poste Italiane. În 2008, clădirea a fost vândută grupului Benetton, care i-a cerut arhitectului olandez Rem Koolhaas să realizeze planurile unui nou centru comercial care să fie încorporat în clădirea renascentistă. Benetton a promis să transfere 6 milioane de euro la bugetul orașului în schimbul predării autorizațiilor de construcție până la sfârșitul anului 2012. Aceasta a cauzat proteste în rândul grupurilor care militează pentru conservarea patrimoniului istoric al Italiei.

## Descriere
Fondaco (un cuvânt de origine arabă care înseamnă "casă-magazin") are un plan pătrat si trei etaje care închid o curte centrală. Curtea conține o fântână medievală și este în prezent acoperită de o structură din oțel și sticlă. Fațada are, la etajul inferior, cinci arcade rotunjite mari, care închid un portic de unde se descărcau odată mărfurile de pe Canal Grande. Al doilea etaj are un lung șir de ferestre bifore care, la etajele superioare, au ferestre dreptunghiulare mai mici. În partea de sus a fațadei sunt dispuse merloane.
În jurul anului 1508, fațada dinspre Canal Grande a fost pictată în frescă de Giorgione și Tițian. Din această lucrare, deteriorată de climatul sărat și umed al lagunei, au mai supraviețuit câteva fragmente, adăpostite acum în Ca' d'Oro din Veneția.
Interiorul dispune de asemenea de lucrări de artă remarcabile ale lui Paolo Veronese, Tițian și Jacopo Tintoretto, dispărute de asemenea în mare parte.